# Brugse Zot
Brugse Zot is een Belgisch bier van hoge gisting dat wordt gebrouwen door Brouwerij De Halve Maan in Brugge.
Na een grondige renovatie en modernisering van de brouwinstallatie werd Brouwerij De Halve Maan in 2005 heropgestart en werd het bier Brugse Zot gelanceerd.

## Varianten
- Brugse Zot Blond, een goudblond bier met een alcoholgehalte van 6%. Het bier wordt gebrouwen met 4 verschillende moutsoorten en 2 aromatische hopvariëteiten en viel onmiddellijk in de smaak, zowel in Brugge als ver daarbuiten.
- Brugse Zot Dubbel. Naast de blonde werd later ook een bruine variant van de Brugse Zot gecreëerd: Brugse Zot Dubbel, met een alcoholgehalte van 7,5%. Het wordt gebrouwen met 6 speciale moutsoorten. Men koos ook voor de Tsjechische Saaz-hop uit Žatec.
- Brugse Bok, een seizoensgebonden bruin bokbier met een alcoholgehalte van 6,5%.
- Brugse SportZot, nieuw sinds 18 juni 2018, het eerst alcoholvrije speciaalbier (0,4%).

Het winnen van verschillende kwaliteitsprijzen voor het bier en de stijgende populariteit ervan zorgden ervoor dat de brouwerij haar capaciteit meerdere keren diende uit te breiden.

## Naam
De bijnaam van de Bruggelingen is "(Brugse) zotten". Deze bijnaam danken ze aan volgende legende: nadat ze Maximiliaan I van Oostenrijk in hun strijd om autonomie voor een tijd gevangen hadden gehouden, verbood deze het houden van een jaarmarkt en andere festiviteiten. In een poging om hem te sussen, hield Brugge voor hem een groot feest en vroeg daarna de toelating opnieuw een jaarmarkt te mogen houden, belastingen te mogen innen én ... het bouwen van een nieuw zothuis. Hij antwoordde: "Sluit alle poorten van Brugge en je hebt een zothuis!".

## Prijzen
- World Beer Cup 2010 - Zilver voor Brugse Zot Blond in de categorie Best Belgian-Style Blonde Ale or Pale Ale
- Australian International Beer Awards 2012 - Zilveren medaille voor Brugse Zot Blond in de categorie Belgian & French Style Ale - Abbey Blonde
- Australian International Beer Awards 2012 - Bronzen medaille voor Brugse Zot Dubbel in de categorie Belgian & French Style Ale - Abbey Dubbel
- World Beer Awards 2012 - Goud voor Brugse Zot Blond in de categorie Best Belgian Style Blonde
- Australian International Beer Awards 2013 – zilveren medaille in de categorie Abbey Blonde voor Brugse Zot Blond
- Australian International Beer Awards 2013 – gouden medaille in de categorie Abbey Dubbel voor Brugse Zot Dubbel

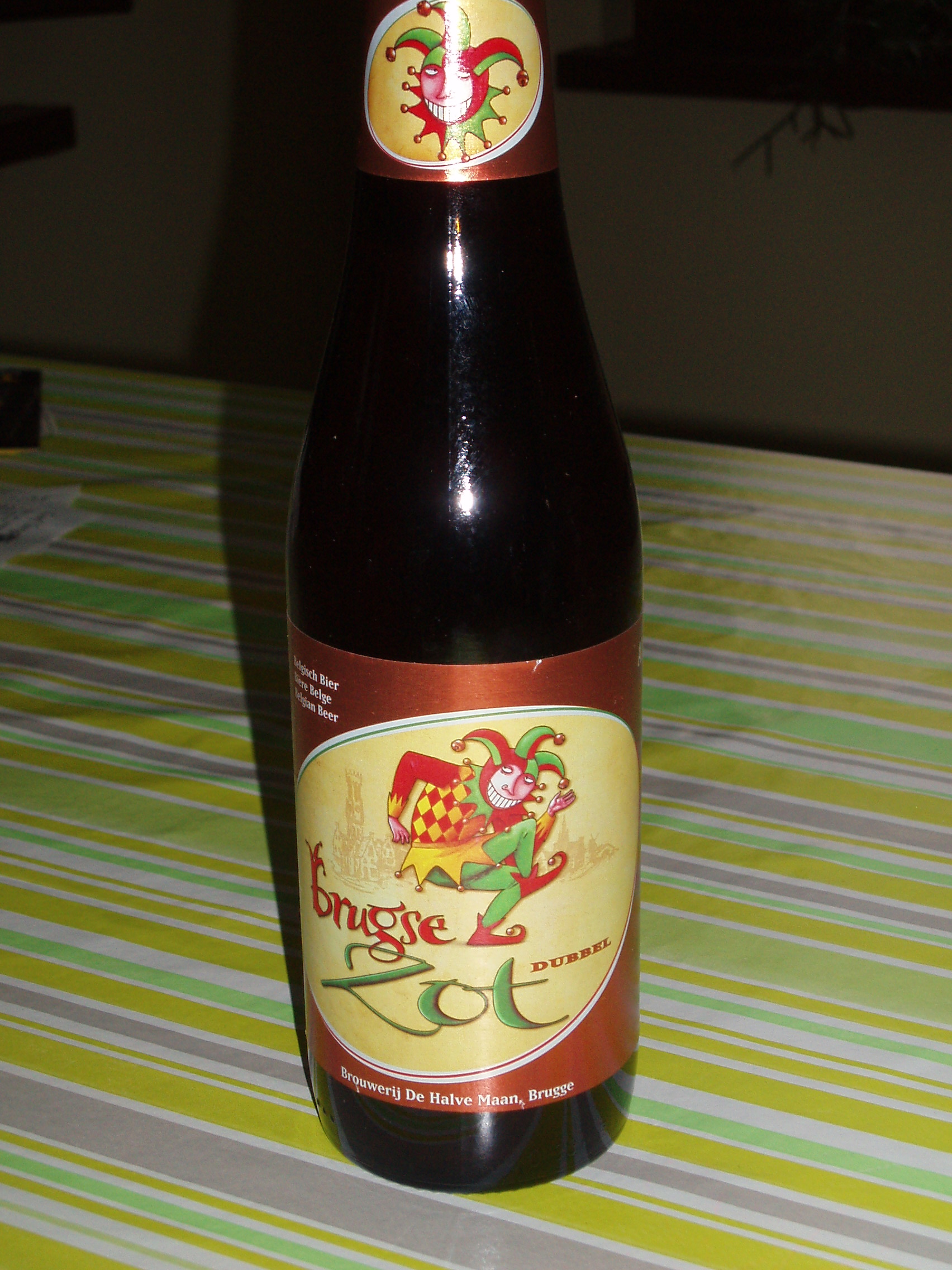
Brugse Zot Dubbel met licht aangepast etiket anno 2014